# مجزرة خوتن ناحية
مجزرة خوتن ناحية (يكن ناحية) هي مجزرة قام بها الجيش الصيني بحق المسلمين في منطقة خوتن ناحية وذلك في يوم 28 يوليو 2014 أخر يوم في رمضان 1435 من الهجرة. أدت إلى مقتل من 2500 إلى 4500 مسلم طبقًا للتصريحات غير الرسمية، ومن 500 إلى 2000 طبقًا للتصريحات الحكومية.

## أحداثها

العلم التركستاني والذي تمنعه السلطات الصينية

ابتدأت فصول المجزرة في أخر يوم من رمضان 1435 الموافق 28 يوليو 2014 حينما قامت مجموعتان من النساء الأويغور بصحبة أطفالهم بالذهاب الي المسجد لصلاة آخر عشاء في رمضان. وتضم كل مجموعة 15 سيدة أيغورية وذلك لتجنب الاعتقالات التعسفية للحكومة الصينية وحرمانهم من الصلاة. في تقييد واضح لحرية العبادة للمسلمين وتسببت المجزرة في إدانة دولية للصين. للسلطات 

بعيد صلاة العشاء أخبر أحد العملاء الموجودين في المنطقة الشرطة المحلية مما استنفر السلطات التي أرسلت بدورها عدة وحدات مسلحة إلى المسجد فأبادت من فيه حتى الأطفال الموجودين في المسجد لم يسلموا من الإبادة التي حصلت أكثر من 50 قتيل. وفي اليوم التالي خرجت عوائل القتلى لتشييع شهدائهم والمطالبة بحقوقهم فارتكبت القوات الصينية مجزرة وقتلت من 500 إلى 2000 مسلم طبقًا للمصادر الرسمية ومن 2500 إلى 4500 طبقًا لمصادر غير رسمية.
لم يكتف الجيش الصيني بالمجزرة فبعدها قام بعملية مسح عرقي شامل للأويغور في المنطقة استخدم المعتقلين الأويغور كدروع بشرية مما أدى إلى مقتل العديد من الأويغور وتهجير عدد أكبر.

## وصلات خارجية
صور مجزرة خكن ناحية